# Inspector Lynley/Episodenliste
Diese Episodenliste enthält alle Episoden der britischen Krimiserie Inspector Lynley, sortiert nach der britischen Erstausstrahlung. Die Fernsehserie umfasst sechs Staffeln mit 22 Episoden und zwei Pilotepisoden.

## Übersicht
| Staffel       | Episodenanzahl | Vereinigtes Königreich | Vereinigtes Königreich | Deutschsprachige Erstausstrahlung | Deutschsprachige Erstausstrahlung |
| Staffel       | Episodenanzahl | Staffelpremiere        | Staffelfinale          | Staffelpremiere                   | Staffelfinale                     |
| ------------- | -------------- | ---------------------- | ---------------------- | --------------------------------- | --------------------------------- |
| Pilotepisoden | 2              | 12. März 2001          | 13. März 2001          | 23. Juni 2002                     | 30. Juni 2002                     |
| 1             | 4              | 8. April 2002          | 29. April 2002         | 30. Januar 2003                   | 23. Februar 2003                  |
| 2             | 4              | 10. März 2003          | 31. März 2003          | 11. Januar 2004                   | 1. Februar 2004                   |
| 3             | 4              | 4. März 2004           | 22. April 2004         | 27. März 2005                     | 17. April 2005                    |
| 4             | 4              | 17. Mär. 2005          | 31. Mär. 2005          | 2. April 2005                     | 31. Oktober 2006                  |
| 5             | 4              | 20. Juli 2006          | 10. August 2006        | 8. April 2007                     | 29. April 2007                    |
| 6             | 2              | 9. Juni 2007           | 16. Juni 2007          | 11. November 2007                 | 13. Januar 2008                   |

## Pilotepisoden
Die Erstausstrahlung der beiden Pilotfolgen erfolgte in Großbritannien am 12. März und 13. März 2001 auf BBC One. Die deutschsprachige Erstausstrahlung zeigte der deutsche Sender ZDF am 23. Juni und 30. Juni 2002. In Österreich erfolgte am 22. November 2008 die Erstausstrahlung auf ORF 2 und in der Schweiz erfolgte die Erstausstrahlung am 14. Februar 2005 auf SRF zwei. 
| Nr. (ges.) | Nr. (St.) | Deutscher Titel              | Originaltitel           | Erstausstrahlung UK | Deutschsprachige Erstausstrahlung (D) | Regie          | Drehbuch       |
| --- | --------- | ---------------------------- | ----------------------- | ------------------- | ------------------------------------- | -------------- | -------------- |
| — | 1         | Gott schütze dieses Haus (1) | A Great Deliverance (1) | 12. März 2001       | 23. Juni 2002                         | Richard Laxton | Lizzie Mickery |
| Father Hart entdeckt in Keldale, einem Dorf im englischen Yorkshire, die Leiche des angesehenen Gemeindemitgliedes William Teys. Neben ihr kauert seine traumatisierte, blutverschmierte, 16-jährige Tochter Roberta. Aufgrund von Unregelmäßigkeiten der örtlichen Polizei rücken Lynley und Havers aus London an. |           |                              |                         |                     |                                       |                |                |
| — | 2         | Gott schütze dieses Haus (2) | Great Deliverance (2)   | 13. März 2001       | 30. Juni 2002                         | Richard Laxton | Lizzie Mickery |
| Inspector Lynley glaubt an die Unschuld der Tochter und hat während der Ermittlungen damit zu kämpfen, dass seine große Liebe Deborah seinen besten Freund geheiratet hat. Und Sergeant Havers hat Probleme damit, eine Betreuung für ihre pflegebedürftigen Eltern zu finden.                                      |           |                              |                         |                     |                                       |                |                |

## Staffel 1
Die Erstausstrahlung der ersten Staffel war vom 8. April bis zum 29. April 2002 auf dem britischen Sender BBC One zu sehen. Die deutschsprachige Erstausstrahlung sendete der deutsche Sender ZDF vom 30. Januar bis zum 23. Februar 2003. 
| Nr. (ges.) | Nr. (St.) | Deutscher Titel               | Originaltitel           | Erstausstrahlung UK | Deutschsprachige Erstausstrahlung (D) | Regie          | Drehbuch        |
| --- | --------- | ----------------------------- | ----------------------- | ------------------- | ------------------------------------- | -------------- | --------------- |
| 1 | 1         | Auf Ehre und Gewissen         | Well Schooled in Murder | 8. Apr. 2002        | 30. Jan. 2003                         | Robert Young   | Simon Block     |
| Der 13-jährige Matthew Whateley, Schüler am englischen Elite-Internat Bredgar Hall, wird nackt und misshandelt auf einem Friedhof aufgefunden. Inspector Thomas Lynley lehnt den Fall erstmal ab, was sich aber ändert als John Corntel, der verantwortliche Lehrer von Bredgar Hall und Hausvater des ermordeten Jungen, Lynley darum bittet. Die gemeinsame Schulzeit mit Corntel und die verzogenen Schüler erschweren die Ermittlungen. |           |                               |                         |                     |                                       |                |                 |
| 2 | 2         | Keiner werfe den ersten Stein | Payment in Blood        | 15. Apr. 2002       | 9. Feb. 2003                          | Kim Flitcroft  | Lizzie Mickery  |
| Eine prominente Londoner Theatergruppe probt an der schottischen Westküste ein Theaterstück. Doch bereits am ersten Tag der Probe wird die Autorin Joy Sinclair erdolcht aufgefunden. Da die Ortspolizei sich weigert die Untersuchungen zu übernehmen, werden Inspector Lynley und Havers mit dem Fall betraut. |           |                               |                         |                     |                                       |                |                 |
| 3 | 3         | Denn bitter ist der Tod       | For the Sake of Elena   | 22. Apr. 2002       | 16. Feb. 2003                         | Richard Laxton | Valerie Windsor |
| Die Leiche von Elena Weaver, Studentin am St. Stephen’s College in Cambridge, wird auf einer Flussinsel gefunden. Im Laufe der Ermittlung erfährt Lynley von zahlreichen Liebschaften Weavers. |           |                               |                         |                     |                                       |                |                 |
| 4 | 4         | Denn keiner ist ohne Schuld   | Missing Joseph          | 29. Apr. 2002       | 23. Feb. 2003                         | Richard Laxton | Valerie Windsor |
| In Winslough, Lancashire wird der Pfarrer der kleinen Gemeinde vergiftet. Der Hauptverdacht richtet sich gegen Juliet Spence, der Verwalterin des Herrenhauses, da sie die nötigen Kräuterkenntnisse besitzt. Ihr Mann ist der Dorfpolizist Steve Shepherd, weshalb Inspector Lynley und Havers die Ermittlungen aufnehmen und bald ein Geheimnis aus der Vergangenheit der gesamten Dorfbewohner aufdecken.                                |           |                               |                         |                     |                                       |                |                 |

## Staffel 2
Die Ausstrahlung erfolgte vom 10. März bis zum 31. März 2003 auf BBC One und vom 11. Januar bis zum 1. Februar 2004 auf ZDF. 
| Nr. (ges.) | Nr. (St.) | Deutscher Titel            | Originaltitel                | Erstausstrahlung UK | Deutschsprachige Erstausstrahlung (D) | Regie          | Drehbuch        |
| --- | --------- | -------------------------- | ---------------------------- | ------------------- | ------------------------------------- | -------------- | --------------- |
| 5 | 1         | Asche zu Asche             | Playing for the Ashes        | 10. März 2003       | 11. Jan. 2004                         | Richard Spence | Kate Wood       |
| Nach einem nächtlichen Brand auf dem Cottage der Geschäftsfrau Miriam Whitelaw in Kent wird die Leiche von Kenneth Waring, einem gefeierten Cricket-Champion, gefunden, welcher eigentlich im Urlaub in Griechenland sein sollte. Durch die todkranke Tochter Miriam Whitelaws, Olivia, erfahren sie was sich in der Nacht ereignet hat. |           |                            |                              |                     |                                       |                |                 |
| 6 | 2         | Im Angesicht des Feindes   | In the Presence of the Enemy | 17. März 2003       | 18. Jan. 2004                         | Brian Stirner  | Francesca Brill |
| Die Tochter der radikalen und ehrgeizigen Politikerin Eve Bowen, Charlotte, ist verschwunden. Eve vermutet den Vater der zehnjährigen, Chefredakteur und Herausgeber einer Tageszeitung, als Entführer. Als sich Lynley und Havers einschalten, ist Charlotte tot und ein weiteres Kind verschwunden.                                    |           |                            |                              |                     |                                       |                |                 |
| 7 | 3         | Mein ist die Rache         | A Suitable Vengeance         | 24. März 2003       | 25. Jan. 2004                         | Edward Bennett | Valerie Windsor |
| Während des Verlobungswochenendes von Inspector Lynley und Helen Clyde im Freundes- und Familienkreis auf dem Familiensitz Howenstow wird im Nachbarort Nanrunnel der Geschäftsinhaber Mick Cambrey ermordet. Lynley und Havers beginnen mit der Ermittlung und die Spuren führen nach Howenstow zu Lynleys und Helens Gästen.           |           |                            |                              |                     |                                       |                |                 |
| 8 | 4         | Denn sie betrügt man nicht | Deception on His Mind        | 31. März 2003       | 1. Feb. 2004                          | Tim Leandro    | Valerie Windsor |
| Barbara Havers nimmt sich des Mordes an Haytham Querashis, einem Mitglied der pakistanischen Gemeinde, an und fährt nach Balford, um dort ihre alte Kollegin Emily Barlow aufzusuchen, die mittlerweile zum Inspector aufgestiegen ist.                                                                                                  |           |                            |                              |                     |                                       |                |                 |

## Staffel 3
Die dritte Staffel lief vom 4. März bis zum 22. März 2004 auf BBC One und das ZDF sendete sie vom 27. März bis zum 17. April 2005. 
| Nr. (ges.) | Nr. (St.) | Deutscher Titel                     | Originaltitel                   | Erstausstrahlung UK | Deutschsprachige Erstausstrahlung (D) | Regie                  | Drehbuch            |
| --- | --------- | ----------------------------------- | ------------------------------- | ------------------- | ------------------------------------- | ---------------------- | ------------------- |
| 9 | 1         | Undank ist der Väter Lohn           | In Pursuit of the Proper Sinner | 4. März 2004        | 27. März 2005                         | Sebastian Graham-Jones | Ann Marie Di Mambro |
| In einem Campinglager in Derbyshire werden die Leichen von Nicola Maiden und dem Kunststudent Gerard Cole aufgefunden. Zwischen den beiden besteht augenscheinlich keinerlei Verbindung. Nicolas Vater schildert sie als ehrgeizige Studentin, aber Lynley findet schnell heraus, dass Nicola ihr Studium abbrach und als Callgirl Karriere machte. Havers wurde zum Constable degradiert, mischt sich aber trotzdem in die Ermittlungen ein. |           |                                     |                                 |                     |                                       |                        |                     |
| 10 | 2         | Nie sollst du vergessen             | A Traitor to Memory             | 11. März 2004       | 3. Apr. 2005                          | Brian Stirner          | Kevin Clarke        |
| Die Mutter des berühmten jungen Geigenvirtuosen Gideon Martin, Eugenie Martin, wird von einem Auto überfahren und dabei getötet. Gideon ist seit einiger Zeit psychisch nicht mehr in der Lage, Konzerte zu geben und seinen Vater, Richard Martin, lässt der Tod seiner Frau eiskalt. Lynley und Havers werden während der Ermittlung von Superintendent Webberley behindert, der sogar so weit geht und Beweismittel fälscht.               |           |                                     |                                 |                     |                                       |                        |                     |
| 11 | 3         | Denn sie dürsten nach Gerechtigkeit | A Cry for Justice               | 18. März 2004       | 10. Apr. 2005                         | Edward Bennett         | Valerie Windsor     |
| Barbara Havers findet zufällig die Leiche von Morag McNicholl tot in deren Wohnung in Oxford und nimmt gemeinsam mit Inspector Lynley die Ermittlungen auf. In der Wohnung der Toten finden sie in einer Kassette 10000 Pfund in bar. Havers schleust sich gegen den Willen Lynleys in den eleganten Oxforder "Crucible Club" ein, in dem die Tote als Sekretärin gearbeitet hat.                                                             |           |                                     |                                 |                     |                                       |                        |                     |
| 12 | 4         | Dem Manne sei untertan              | If Wishes were Horses           | 22. Apr. 2004       | 17. Apr. 2005                         | Alrick Riley           | Simon Booker        |
| Das Berufungsverfahren der verurteilten Mörderin Lizzie Shakespeare scheitert aufgrund des Gutachtens des Psychologieprofessors Dermot Finnegan. Sie tötete ihren Ehemann und muss deshalb eine lebenslange Haftstrafe verbüßen. Finnegan wird daraufhin von Lizzies Vater, Noel Shakespeare, im Gerichtssaal bedroht. Am nächsten Morgen kommt Finnegan bei der Explosion einer Autobombe ums Leben.                                         |           |                                     |                                 |                     |                                       |                        |                     |

## Staffel 4
BBC One sendete die vierte Staffel vom 17. März bis zum 31. März 2005 und vom 2. April bis zum 23. April 2006 war die Staffel im ZDF zu sehen. 
| Nr. (ges.) | Nr. (St.) | Deutscher Titel                     | Originaltitel         | Erstausstrahlung UK | Deutschsprachige Erstausstrahlung (D) | Regie             | Drehbuch       |
| --- | --------- | ----------------------------------- | --------------------- | ------------------- | ------------------------------------- | ----------------- | -------------- |
| 13 | 1         | Und vergib uns unsere Schuld        | In Divine Proportion  | 17. März 2005       | 2. Apr. 2006                          | Brian Stirner     | Julian Simpson |
| Inspector Lynley und die jüngst angeschossene Sergeant Barbara Havers untersuchen in Suffolk an der englischen Ostküste den Tod von Samantha Walthew, die mit einer Schrotflinte erschossen wurde. Sie wollte das herrschaftliche Anwesen Grant Priory in ein Luxushotel umfunktionieren. |           |                                     |                       |                     |                                       |                   |                |
| 14 | 2         | Denn deine Sprache verrät dich      | In The Guise of Death | 14. März 2005       | 9. Apr. 2006                          | Nigel Douglas     | Simon Block    |
| Detective Sergeant Tremayne sucht Rat bei seinem Kollegen Inspector Lynley. Dieser verbringt einige Urlaubstage auf dem Familiensitz Howenstow, der an Tremaynes Grundstück angrenzt. Der Pferdetrainer und Rennstallbesitzer Stephen Fenner wurde erhängt in seinem Stall aufgefunden. Lynley bearbeitet zusammen mit seiner Kollegin Havers, die sich ebenfalls in Cornwall befindet, den Mordfall. |           |                                     |                       |                     |                                       |                   |                |
| 15 | 3         | Auf dass ihr nicht gerichtet werdet | The Seed Of Cunning   | 31. März 2005       | 16. Apr. 2006                         | Jeremy Silberston | Mark Greig     |
| Der Türsteher des Londoner Oberhauses, Eric Ramsey, wurde niedergeschlagen und dann in die Themse geworfen. Als auch sein Kollege Geoffrey Cramond, mit dem Ramsey Streit hatte, ermordet wird, mehren sich die Anhaltspunkte auf einen politischen Skandal. Außerdem werden Havers und Lynley beschattet.                                                                                            |           |                                     |                       |                     |                                       |                   |                |
| 16 | 4         | Und Gott war das Wort               | The Word Of God       | 31. März 2005       | 23. Apr. 2006                         | Julian Simpson    | Peter Jukes    |
| In einem Container mit Frischfleisch aus Dänemark wird die Leiche eines Mannes gefunden, welcher offenbar arabischer Herkunft ist. Da er einen falschen Pass mit sich führte, müssen Havers und Lynley gezwungenermaßen Kontakt zur Einwanderungsbehörde aufnehmen. Inspector Lynley arbeitet zusammen mit deren Chefermittler, Inspector Mike Brennan, an dem Fall.                                  |           |                                     |                       |                     |                                       |                   |                |

## Staffel 5
Die Ausstrahlung der fünften Staffel erfolgte vom 20. Juli bis zum 10. August 2006 auf BBC One und vom 8. April bis zum 29. April 2007 auf ZDF. 
| Nr. (ges.) | Nr. (St.) | Deutscher Titel                   | Originaltitel          | Erstausstrahlung UK | Deutschsprachige Erstausstrahlung (D) | Regie                | Drehbuch                    |
| --- | --------- | --------------------------------- | ---------------------- | ------------------- | ------------------------------------- | -------------------- | --------------------------- |
| 17 | 1         | Wer ohne Sünde ist                | Natural Causes         | 20. Juli 2006       | 8. Apr. 2007                          | Simon Massey         | Peter Jukes                 |
| Der Wagen von Edie Covington wird in einem See versenkt und die junge Mutter später tot geborgen. Währenddessen muss sich Inspector Thomas Lynley in London einem Disziplinarausschuss stellen; Inspector Fiona Knight ist die neue Vorgesetzte von Barbara Havers. Sie ist davon überzeugt, dass Edies Mann, Tim Sumner, seine Freundin aus Eifersucht getötet hat.               |           |                                   |                        |                     |                                       |                      |                             |
| 18 | 2         | Denn sie sollen getröstet werden  | One Guilty Deed        | 27. Juli 2006       | 15. Juli 2007                         | Jonathan Fox Bassett | Mark Greig                  |
| Roger Pollard, ein ehemaliger Krimineller, wurde durch einen gezielten Kopfschuss an der Küste von Essex erschossen. Er wollte nach dem Mord an seiner kleinen Tochter als Kronzeuge gegen seinen einstigen Geschäftspartner, den Schwerverbrecher Michael Shand aussagen. Er zog sich unter falschem Namen in seine Heimatstadt zurück, wovon aber nur Pollards Frau Tess wusste. |           |                                   |                        |                     |                                       |                      |                             |
| 19 | 3         | Wenn einer trägt des anderen Last | Chinese Walls          | 3. Aug. 2006        | 22. Apr. 2007                         | Robert Bierman       | Ed Whitmore                 |
| Die junge Referendarin Emily Procter wird mit einer durchtrennten Halsschlagader im Londoner Hyde Park aufgefunden. Im Appartement von Emily finden Inspector Lynley und Sergeant Havers ein neu installiertes Video-Sicherheitssystem, welches ihre Aufmerksamkeit erregt. |           |                                   |                        |                     |                                       |                      |                             |
| 20 | 4         | Denn Liebe ist stark wie der Tod  | In The Blink Of An Eye | 10. Aug. 2006       | 29. Apr. 2007                         | Brian Kelly          | Ed Whitmore und Suzie Smith |
| Der Fotojournalist Peter Rooker stirbt kurz nach einem Kopfschuss im Krankenhaus. Inspector Thomas Lynley und Sergeant Barbara Havers finden bei dem Toten einen Presseausweis und eine nicht registrierte und nicht abgefeuerte Waffe. |           |                                   |                        |                     |                                       |                      |                             |

## Staffel 6
Die sechste Staffel war am 9. Juni sowie am 16. Juni 2007 auf BBC One und vom 11. November 2007 bis zum 13. Januar 2008 zu sehen. 
| Nr. (ges.) | Nr. (St.) | Deutscher Titel          | Originaltitel    | Erstausstrahlung UK | Deutschsprachige Erstausstrahlung (D) | Regie            | Drehbuch    |
| --- | --------- | ------------------------ | ---------------- | ------------------- | ------------------------------------- | ---------------- | ----------- |
| 21 | 1         | Die keinen Frieden haben | Limbo            | 9. Juni 2007        | 11. Nov. 2007                         | Robert Bierman   | Ed Whitmore |
| Die sterblichen Überreste Justin Obornes werden nach einem Hochwasser in einem alten Abwasserkanal gefunden. Das letzte Mal wurde er im Alter von sechs Jahren gesehen, als er von seiner eigenen Geburtstagsfeier spurlos verschwand. Die Schwester Justins wird tot in der Wohnung Lynleys gefunden und Detective Superintendent Michelle Tate beschuldigt Lynley des Mordes. |           |                          |                  |                     |                                       |                  |             |
| 22 | 2         | Erkenne deinen Feind     | Know Thine Enemy | 16. Juni 2007       | 13. Jan. 2008                         | Graham Theakston | Ed Whitmore |
| Die Leiche der 16-jährigen Sarah Middleton wird in einem kleinen Waldsee gefunden. Sie wurde vor fast zwei Wochen auf dem Nachhauseweg von der Schule entführt. Die Autopsie ergibt, dass Sarah vor ihrem Tod fast eine Woche lang gefangen gehalten, sexuell missbraucht worden ist und sich schließlich selbst die Pulsadern aufgeschnitten hat. Kurz darauf verschwindet die 15-jährige Kelly Stevens nach einem heftigen Streit mit ihrer Mutter spurlos und die Suche nach dem Täter gewinnt höchste Priorität. |           |                          |                  |                     |                                       |                  |             |